# Excès de masse

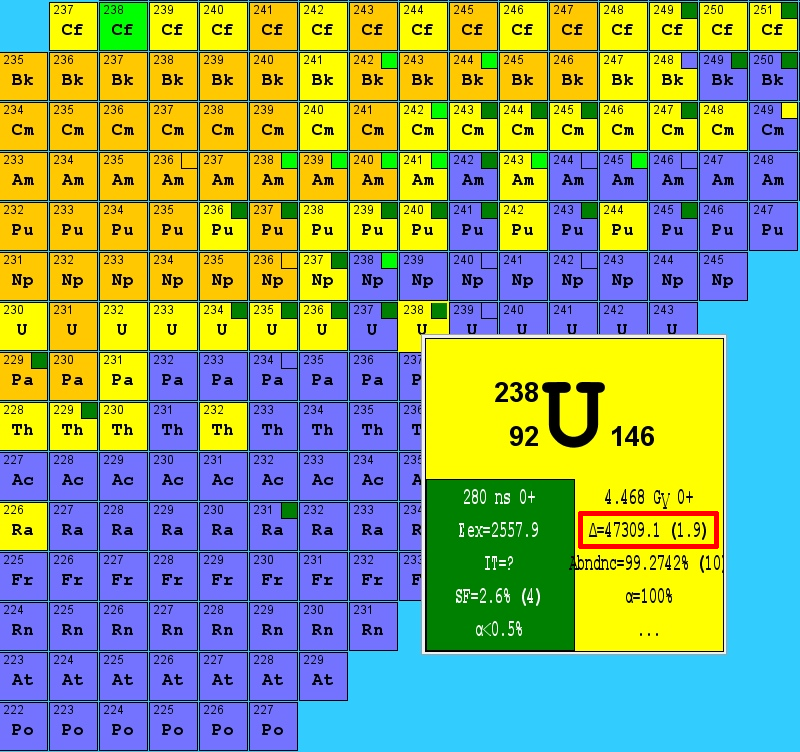
Le nucléide de l'uranium 238 a un excès de masse

Ne doit pas être confondu avec Défaut de masse.
En physique, l'excès de masse d'un nucléide est la différence entre sa masse réelle {\displaystyle m} et son nombre de masse {\displaystyle A} multiplié par l'unité de masse atomique unifiée {\displaystyle \mathrm {u} }, :
{\displaystyle \Delta m=m-A\,\mathrm {u} }
La masse d'un noyau est essentiellement la somme de celles des protons et neutrons qui le constituent, mais elle lui est un peu inférieure en raison de l'énergie de liaison nucléaire. La définition de l'unité de masse atomique unifiée intègre cette énergie de façon forfaitaire (énergie nucléaire par nucléon, dans le carbone 12) : l'excès de masse du carbone 12 est nul, par construction.
L'excès de masse d'un nucléide est positif ou négatif selon que son énergie de liaison est plus petite ou plus grande  que celle du carbone 12 (12
6C, dont l'excès de masse est nul par définition). Quand un nucléide a un excès de masse bien plus important que d'autres nucléides proches, il est potentiellement radioactif.
L'unité de masse unifiée n'est pas la masse moyenne d'un nucléon libre mais celle d'un nucléon lié (dans un noyau). L'excès de masse ne doit pas être confondu avec le défaut de masse, qui indique l'écart entre la somme des masses de chacun des nucléons hors du noyau et la masse réelle du noyau (et qui est toujours positif, sauf pour le protium 1
1H dont l'unique nucléon n'est lié à aucun autre).